# Mats Nyberg (ur. 4 maja 1958)
Mats Nyberg (ur. 4 maja 1958) – szwedzki curler, mistrz świata juniorów z 1975.
Nyberg odniósł duże sukcesy w konkurencji juniorów. W latach 1975 i 1976 będąc trzecim w zespole Jana Ullstena triumfował w mistrzostwach Szwecji. Podczas pierwszych mistrzostw świata juniorów w 1975 Szwedzi z drugiego miejsca awansowali do fazy finałowej, w której zwyciężyli 9:8 nas Szkotami (Peter J. D. Wilson) i w finale zmierzyli się z niepokonanymi jak dotąd Kanadyjczykami (Robb King). W ostatnim spotkaniu zawodów lepsi okazali się Europejczycy, którzy zdobyli tytuły mistrzowskie wynikiem 8:6. W 1976 zespół z Sundsvall również znalazł się w finale mistrzostw świata, pokonując wcześniej 8:2 Norwegię (Sjur Loen). W finale Kanadyjczycy (Paul Gowsell) rezultatem 4:3 zrewanżowali się Szwedom za przegraną w poprzednim roku.
W 1977 Ullsten przekroczył wiek juniorski, rolę skipa przejął Anders Grahn, który wcześniej występował na pozycji drugiego. W nowym ustawieniu ekipa ponownie wygrała krajowe mistrzostwa. Młodzi Szwedzi ponownie znaleźli się w rundzie play-off MŚJ, w półfinale zmierzyli się podobnie jak 1976 z Norwegią (Sjur Loen) a w finale z Kanadą (Bill Jenkins). Reprezentanci Kanady obronili złote medale wynikiem 9:5. Został wybrany do All-Star team Mistrzostw Świata Juniorów 1977. 
Na przełomie XIX i XX wieku Nyberg był trenerem zespołu Pei Lindholma na mistrzostwach Europy. Zespół z Östersund zdobył wówczas dwa tytuły mistrzowskie (1998 i 2001) oraz brązowy medal (2000).

## Drużyna
|           | Czwarty      | Trzeci      | Drugi         | Otwierający        |
| --------- | ------------ | ----------- | ------------- | ------------------ |
| 1976/1977 | Anders Grahn | Mats Nyberg | Bo Söderström | Bo-Göran Strömberg |
| 1974/1976 | Jan Ullsten  | Mats Nyberg | Anders Grahn  | Bo Söderström      |